# Sol de Mayo
 
Le Sol de Mayo (en français : Soleil de mai) est l'un des emblèmes nationaux de l'Argentine et de l'Uruguay. Il figure notamment sur les drapeaux de ces pays.
Il s'agit d'une représentation du dieu du soleil Inca, Inti. La version du drapeau actuel de l’Argentine, qui est aussi celle des premières monnaies argentines, comporte seize rayons droits et seize rayons flamboyants intercalés partant d'un disque solaire à visage humain. Celui-ci a également figuré sur le drapeau du Pérou de 1822 à 1825. La version du drapeau de l'Uruguay ne compte que huit rayons droits et huit rayons flamboyants, également intercalés.
Le nom de cet emblème fait référence à la Revolución de Mayo, qui eut lieu dans la semaine du 18 au 25 mai 1810, et qui marqua le début du processus d'indépendance vis-à-vis de l'Espagne des pays actuels, qui formaient alors la vice-royauté du Río de la Plata.

Sol de Mayo sur le drapeau de l'Argentine, 1818
Sol de Mayo sur le drapeau du Pérou, 1825
Sol de Mayo sur le drapeau de l'Uruguay, 1828